# Abolició del mercat
L'abolicionisme del mercat és la creença que el mercat econòmic hauria de ser completament eliminat de societat. Abolicionistes del mercat argumenten que els mercats són èticament abominables, antisocials i fonamentalment incompatibles amb la supervivència de l'ésser humà i del medi ambient a llarg termini.
En la majoria de països en el món modern, l'única alternativa significativa a una economia de mercat ha estat la planificació central, que va ser practicada a la Unió soviètica primerenca i en la República Popular de la Xina abans de la dècada del 1990. Altres alternatives proposades a l'economia de mercat (planificació participativa com proposa la teoria d'economia participativa (parecon), un mercat artificial com proposa Democràcia Inclusiva i la idea de substituir una economia de regal per un canvi de mercaderia) no han estat encara provades a gran escala en el món industrialitzat modern.
No obstant això, mètodes organitzatius alternatius han estat implementats amb èxit durant períodes curts de temps, principalment a les etapes primerenques de la Revolució russa abans que fos liderada pels Bolxevics i la Revolució espanyola abans que fos aixafada per l'aliança de liberals i Marxistes–Leninistes.

## Proponents
Michael Albert, creador de Znet i co-creador de l'economia participativa, es considera ell mateix un abolicionista del mercat i afavoreix la planificació participativa democràtica com a substitució. Ell i diversos col·legues, incloent-hi Robin Hahnel, han elaborat la seva teoria de parecon en llibres, a ZNet i a ZMag.
Notablement, Noam Chomsky és un dels qui han expressat l'opinió que un mercat veritablement lliure (en el context d'una transició sobtada del sistema actual) destruiria les espècies així com l'entorn físic. També afavoreix un procés de planificació participatiu democràtic com a substitució al mercat.

## Crítica
Economistes com Milton Friedman, Friedrich Hayek i Brink Lindsey argumenten que si el mercat és eliminat juntament amb la propietat, preus i sous, llavors el mode de transmissió d'informació és eliminat i el que resultarà és un sistema altament ineficient per transmetre el valor, subministrament, demanda de béns, de serveis i de recursos, juntament amb una eliminació del mode més eficaç de transaccions del mercat.